# Максимилијан Робеспјер
Максимилијан Робеспјер (фр. Maximilien François Marie Isidore de Robespierre; Арас, 6. мај 1758 — Париз, 28. јул 1794) је био најпознатији вођа Француске револуције и фактички се може рећи да је био владар Француске након пада монархије и једна од најистакнутијих личности у Француској у том периоду. Његови следбеници знали су га као „непоткупљивог“, због његове моралне посвећености револуцији. Био је на челу Париске комуне, вођа владајуће партије Јакобинаца, а затим истакнути члан Комитета јавне безбедности, и један од покретача Владавине терора,  која је окончана његовим хапшењем и погубљењем на гиљотини у 36-ој години. За време Владавине терора за 9 месеци на гиљотини је убијено преко 50.000 Француза по Робеспјеровој наредби. Такође, за време Робеспјера започет је рат између Француза и Аустрије, као и грађански рат у француској покрајини Вандеји, где је живот изгубило преко 200.000 људи. Робеспјер је политички био вођен идејама Жан-Жака Русоа и просветитељства. Робеспјер је метаморфозирао из младог, високо интелигентног, идеалистичног и амбициозног младића у параноидног, делузивног и бескрупулозног тиранина. Његова контроверзна и интригантна фигура и даље фасцинира историчаре. Робеспјер је једна од најпознатијих личности модерне француске историје и залагао се за петицију права на ношење оружја и за укидање атланске трговине робљем.
Био је радикални јакобински вођа и истакнути члан Комитета за јавну безбедност Прве Француске републике.

## Детињство и младост
Рођен је 6. маја 1758. у Арасу у Француској. Породица му је ирског порекла, а из Ирске су избегли у доба протестантске реформације око 1607. Други тврде да му је породица од средњег века у северној Француској. Отац му је био адвокат, а Максимилијан је најстарији од петоро деце. Брат му је био Огистен Робеспјер. Мајка му је умрла 1767. Отац му је лутао Европом до смрти у Минхену 1777. Деца су одрасла код мајчиног оца и тетака. Максимилијен је похађао колеџ у Арасу, а 1770. је на препоруку бискупа добио школарину за гимназију Луј Велики у Паризу. Ту је научен идеализованој слици Римске републике и њених великих говорника Цицерона и Катона. Када је гимназију посетио краљ Луј XVI Робеспјер је одржао поздравни говор док је стајао на киши.

## Рани политички живот
Завршио је студије права са одличним успехом и примљен је у адвокатску комору 1781, па се вратио у Арас. Био је цењен, па га је бискуп од Араса поставио да буде судија црквеног суда у Арасу у марту 1782. Био је судија до 1788. Изабран је 1783. у академију у Арасу, а 1784. је добио одликовање од академије у Мецу за есеј о томе да ли рођаци осуђеног криминалца треба да сносе последице срамоте. Постао је познат током 1788. када учествује у дискусијама о начину како треба да се бира Скупштина сталежа. Успео је да буде изабран као посланик трећег сталежа у скупштину сталежа. Када се састала Скупштина сталежа 5. маја 1789. Робеспјер је био један од водећих радикала. Робеспјер је био ватрени следбеник идеја Жан-Жака Русоа и почео их је обликовати у своју визију. Када је Уставотворна скупштина провинцијских правника и богате буржоазије почела са нацртом устава, Робеспјер се окренуо народу Париза. Био је чест говорник на Уставотворној скупштини. Говорио је преко 150 пута до 1791. Када је Робеспјер схватио да његове идеје нису популарне у скупштини, окренуо се Друштву пријатеља устава, познатом као клуб јакобинаца. У почетку су они представљали само делегате из Бретање, али кад је скупштина дошла у Париз примали су различите вође париске буржоазије. Пришло им је много малих трговаца и занатлија. Робеспјер је нашао публику и следбенике. Када су се богати буржуји Париза и умерени депутати одвојили у посебан клуб, смањио се утицај старих вођа јакобинаца. Група јакобинаца се одвојила 1791. залажући се за уставну монархију. После тога Робеспјерови следбеници су почели доминирати јакобинцима. Смрт Мирабоа је ојачала утицај Робеспјера у скупштини.
Робеспјер је 15. маја 1791. предложио да они депутати који су у уставотворној скупштини не треба да буду у следећој скупштини. После неуспелог покушаја бега и хапшења краља Луја XVI Робеспјер је рекао да он није ни монархиста ни републиканац.

## Робеспјерово супротстављање рату са Аустријом
Француска је новим уставом из 1791. постала уставна монархија. Краљ је делио власт са законодавном скупштином.
У Законодавној скупштини (Националном конвенту) Жак Брисо из партије Жирондинаца захтевао је да Француска објави рат Аустрији. Жан Пол Мара и Робеспјер су се супротстављали јер су се бојали могућега милитаризма, који би могао ићи у прилог реакционарним силама. За рат су се залагали краљ, десница и жирондинци. Краљ се надао да ће се ратом повећати његова популарност, а жирондинци су се надали да ће ратом проширити револуцију по Европи. Жирондинци су били разочарани тим отпором од очекиваних савезника и због тога се међу њима јавља непријатељство. Рат Аустрији је објављен 20. априла 1792.
Током љета 1792. ни жирондинци ни Робеспјер нису активно учествовали у рушењу монархије. Било Варен и Жорж Дантон уз помоћ париске комуне су предводили побуну 10. августа 1792. и заузели су краљев замак Тиљерије. Краљ и краљица су били заробљени. Робеспјер се тада прикључио Париској комуни. Вође комуне су биле задовољне да имају Робеспјерову помоћ. Већ 16. августа Робеспјер је тражио од Законодавне скупштине да успоставе револуционарни трибунал и да сазову Конвент. Крња Законодавна скупштина са само трећином делегата суспендовала је монархију. У њој су били само јакобинци. Робеспјер није успео да спречи септембарски масакр и то је показало да комуна више верује Билоу него њему. Када је сазван Национални конвент 20. септембра 1792. Робеспјер је поново изабран као први делегат Париза. Робеспјер и његови савезници су били у клупама које су биле одострага, па су биле узвишене. Због тога су добили назив монтањари. Испод њих су били жирондинци помешани са независнима.
На Конвенту жирондинци су одмах напали Робеспјера да је желео диктатуру. Робеспјер је одговорио на оптужбе.

## Погубљење Луја XVI
У свом говору од 3. децембра 1792. Робеспјер је тврдио да је краљ издајник, кад је покушао да побегне. Тврдио је да краљ представља опасност по земљу. Развила се дебата у којој су се жирондинцима и неколицини ројалиста супротстављали Робеспјер, Жан Пол Мара, Жорж Дантон, Антоан де Сен-Жист. Жирондинци су захтевали суђење. Гласањем у конвенту са 721:0 (29 одсутних) прогласили су краља кривим. Жирондинци су се супротстављали погубљењу краља и захтевали су да се његова кривица стави на народни референдум. Робеспјер и његови сарадници су наглашавали да захтевом за референдум жирондинци показују симпатије за краља и да одгађају погубљење. Резултат гласања је био 424:283 против референдума. Краљ Луј XVI је погубљен на гиљотини 21. јануара 1793.

## Уништење жирондинаца
Након погубљења краља растао је утицај Робеспјера и Дантона на рачун жирондинаца. Политика је постала радикалнија, а јакобинци су подстрекавали јавност против жирондинаца. Удружују се са сиромашним радницима. Велика маса наоружаних из париске комуне дошла је у Национални конвент и ухапсила 32 жирондинска посланика под оптужбом за контрареволуцију.

## Оснивање комитета јавне безбедности
У Паризу је 11. марта 1793. основан револуционарни трибунал. Јакобинци су државним ударом 31. маја 1793. преузели власт уз помоћ подршке јавности и најсиромашнијих радника. Комитет јавне безбедности је основан 6. априла. Имао је девет чланова. Национални конвент је 27. јула 1793. изабрао Робеспјера у комитет, иако овај то није тражио. Комитет опште безбедности је био задужен за унутрашњу полицију.

## Робеспјерова улога у терору
Историчари се не слажу о Робеспјеровој улози у терору. Једни тврде да је он имао мању улогу у комитету јавне безбедности. Ипак јасна је улога Робеспјера као вође, говорника и најављивача терора. Робеспјер се уобичајено сматра доминантном силом у комитету јавне безбедности. Био је један од најпопуларнијих говорника у Конвенту и његови пажљиво припремљени говори остављали су дубоки утисак. Његове похвале револуционарне владе и врлина показивале су његово веровање да је терор био нужан и неизбежан. Робеспјерово уверење је било да су врлине и политички терор биле повезани и нужни. Иако није имао диктаторских овласти давао је смер јакобинској диктатури.
Током зиме 1793.—1794. долази до сукоба чланова комитета са хебертистима, који су били радикалнији. Били су атеисти и одликовали су се залагањем за уништење непријатеља револуције. Од 13. фебруара до 13. марта 1794. Робеспјер се због болести повукао из Комитета. Тада је закључио да би крај терора значио и крај политичке моћи. Раскинуо је са Дантоном и хербертистима. Оптужио је противнике за потпомагање страних сила. Оптужбе против Дантона су биле да је корумпиран, да је шпијун и да је ковао заверу за успостављање монархије. Те оптужбе су и по револуционарним мерилима биле јако неуверљиве. Робеспјер се 15. марта поново појављује на Конвенту, а 19. марта се хапсе Херберт и 19 његових следбеника. Погубљени су 24. марта 1794. на гиљотини. Жорж Дантон и његови пријатељи су ухапшени 30. марта. Суђено им је 2. априла, а 5. априла су погубљени на гиљотини.
После погубљења Дантона, Робеспјер је користио утицај на јакобински клуб да би доминирао париском комуном преко својих следбеника. Два његова следбеника су изабрана за градоначелника и заменика. Покушао је да утиче и на војску преко свога следбеника Антоана Сен-Жиста, кога је послао на мисију на границу. У Паризу је Робеспјер ојачао терор. Надао се да Конвент може изгласати сваку одлуку, коју би он диктирао. Да би се осигурао за такву могућност његов пријатељ у комитету Жорж Кутон 10. јуна увео драстични закон по коме је трибунал постао суд, који је осуђивао, а да нису били потребни сведоци. Због тога је до Робеспјерове смрти на гиљотини погубљено 1285 људи.
Робеспјерова потреба за револуционарном променом није била ограничена само на политику. Он је инсистирао и на духовној промени француске нације на деистичким веровањима. На Робеспјерово инсистирање Конвент је 7. маја 1794. донео декрет којим је установљено Врхунско биће. Жан Жак Русо је идеју Врхунског бића изложио у делу Друштвени уговор. У част Врхунског бића одржана је прослава 8. јуна 1794. Тада је Робеспјер одржао говор у коме је нагласио да се Врхунско биће разликује од традиционалног бога у хришћанству. Тврдио је да је Врхунско биће радикални демократа, као јакобинци. Тврдио је да је његова бесмртна рука уцртала у срца свих људи право и једнакост и да је наредио да сви људи треба да су слободни и да живе у правди. Говорио је да није створио краљеве и попове да зауздају људску расу.

## Пад Робеспјера
Крајем јуна 1794. Робеспјер је изашао из Конвента и планирао је следеће потезе. Поново се појавио 26. јула 1794. и држао је два сата дуг говор упозоравајући на уроте против републике. Оптужио је неке посланике за неправде и за претерани терор и нагласио је да се комитет јавне безбедности треба реформисати. У почетку се конвент сложио са њим, али после говора противника конвент је одбио да прихвати Робеспјерове идеје, него су их дали комитету на разматрање. Следећега дана 27. јула 1794, који се звао 9. термидор по револуционарном календару, Антоан Сен Жист је почео да говори у корист Робеспјера. Међутим противници су устали и узвикнули „Доле са тираном“. Око 17:00 наређено је хапшење Робеспјера, Сен Жиста, Кутона и два млађа посланика. Војска комуне одвела их је у градску скупштину, али Робеспјерови следбеници су га ослободили. Војска Националне гарде их је поново ухапсила. При томе је Робеспјер био рањен*. Робеспјер је 28. јула 1794. изведен пред трибунал и погубљен је на гиљотини без суђења. Погубљени су и Кутон, Сен Жист и деветнаест њихових следбеника, ова погубљења су означила почетак Термидорске реакције.
Робеспјер је покушао да изврши самоубиство (пиштољем), али уместо да пуца у слепоочницу, он је себи пуцао у вилицу. Војници су га нашли са сломљеном вилицом и одвезли га на лечење преко ноћи. Сутрадан је погубљен. Да није погубљен, уз добру негу, преживео би.